# Herbert Girgensohn
Herbert Girgensohn (* 27. Septemberjul. / 9. Oktober 1887greg. in Wolmar, Gouvernement Livland; † 11. September 1963 in Glücksburg (Ostsee)) war ein deutsch-baltischer Theologe des Luthertums.

## Leben
Herbert Girgensohns Vater war ein deutsch-baltischer Pfarrer. Nach dem Schulbesuch in Sankt Petersburg begann Girgensohn 1906 das Studium der Evangelischen Theologie an der Kaiserlichen Universität Dorpat. Er wechselte an die Friedrich-Wilhelms-Universität Berlin (1910/11) und die Friedrich-Alexander-Universität Erlangen (1912/13).
Nach der Promotion zum Dr. theol. (1913) war er ab 1914 Vikar und 1919/20 Feldprediger im Baltikum. 1921 wurde er Pfarrer an der Petrikirche (Riga). Ab 1927 war er auch Dozent für Praktische Theologie an der deutschsprachigen Herder-Hochschule Riga. Nach dem Deutsch-sowjetischen Nichtangriffspakt musste Girgensohn im Zuge der Umsiedlung der Deutschbalten 1939 Lettland verlassen. 1940 wurde er Pastor in Posen. Im Januar 1945 nach Westen geflüchtet, wurde Girgensohn Pfarrer an der Marienkirche in Lübeck. Er kümmerte sich um die Vertriebenen aus den Ostgebieten des Deutschen Reiches. Der Ostkirchenausschuss (1949 von der EKD anerkannt) wählte ihn 1946 zum ersten Vorsitzenden. Fast gleichzeitig wurde Girgensohn Dozent (ab 1955 Professor) für Praktische Theologie an der Kirchlichen Hochschule Bethel. Er legte den Vorsitz im Ostkirchenausschuss 1951 nieder, wirkte aber weiterhin durch Veröffentlichungen an der Aufarbeitung der Erfahrungen der Vertriebenen. Mit seinem Eintreten für eine Verständigung bereitete er die Ostdenkschrift im Jahre 1965 vor. Er sprach am Sarg von Teodors Grīnbergs.

## Publikationen (Auswahl)
- mit Julius Schniewind: Evangelische Verkündigung heute!, München 1935.
- Sorget Nicht! Zwei Bibelarbeiten gehalten während der Theologischen Woche in Bethel am 4. und 5. Oktober 1955, Verlagshandlung der Anstalt Bethel: Bethel bei Bielefeld 1956.
- mit Eduard Steinwand: Lass leuchten Dein Antlitz! Predigten, Vandenhoeck & Ruprecht: Göttingen 1956.
- Katechismus-Auslegung, 2 Bde., Luther-Verlag: Witten 1956–1958.
- mit Elisabeth Brandt und Marga Bührig: Warum geben Christen einander so viel zu tragen?, MBK-Verlag: Bad Salzuflen 1957.
- Kreuz und Auferstehung Jesu. Meditationen zur Leidens- und Auferstehungsgeschichte nach Lukas, Schriftenmissions-Verlag: Gladbeck 1958.
- Mit Johannes Viebig: Gestaltetes Leben vor Gott, Bethel-Verlag: Bethel 1959.
- Dein Reich komme. 15 Predigten aus dem Kirchenjahr, Vandenhoeck & Ruprecht: Göttingen 1959.
- Liebe ohne Grenzen. Auslegungen, MBK-Verlag: Bad Salzuflen 1964.
- Gemeinschaft in der Kirche, Gütersloher Verlagshaus Gerd Mohn: Gütersloh 1964.
- Heilende Kräfte der Seelsorge. Aufsätze, Vandenhoeck & Ruprecht: Göttingen 1966.
- Seelsorge als Lebensinhalt. Ein Gedenkbuch, hg. von Sibylle Harff, Hirschheydt: Hannover 1970.